# Tagargrent

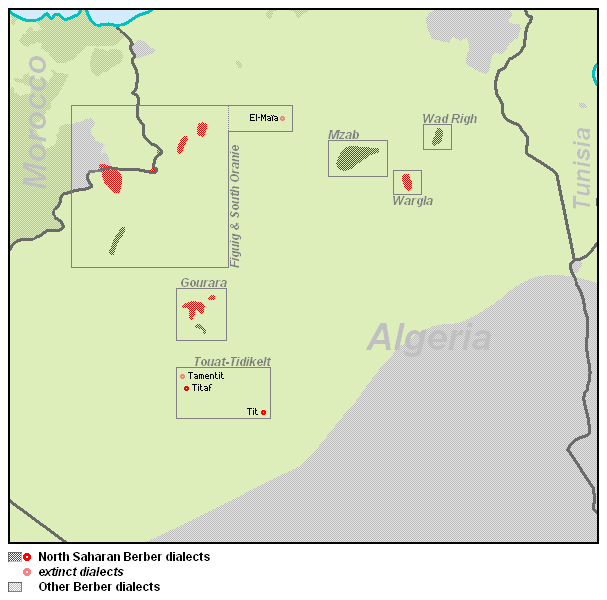
Carte des langues zénètes du Sahara central et septentrional, auxquels appartient le tagragrent ("Wargla", sur la carte)

Le tagargrent, wargla ou ouargli (en tamazight : teggargrent, en arabe : wargliya) est une langue régionale, variété du berbère, parlée en Algérie, plus précisément à Ouargla et à N'Goussa, apparentée à la Branche Zénètes, parlée dans l’Aurès, aux M'zab ainsi que dans la région de Saoura et Oued Righ.
Il en existe plusieurs dialectes : Ouedghir, Tariyit et Tamacine[réf. nécessaire].